# 뤼시 데코스
뤼시 데코스(프랑스어: Lucie Décosse, 1981년 8월 6일~)는 프랑스의 은퇴한 유도 선수이다. 2008년 하계 올림픽에서 은메달, 2012년 하계 올림픽에서 금메달을 획득했으며, 세계 선수권 대회에서 3번 우승하는 등 올림픽, 세계 선수권 대회와 유럽 선수권 대회에서 금메달을 8개를 포함한 13개의 메달을 획득하였다.

## 경력
쇼몽에서 태어난 데코스는 2008년까지 체급을 라이트미들급(57~63kg)으로 설정하여 대회에 출전했고, 그 후 미들급(63~70kg)으로 전향했다. 두 체급에서 모두 세계 랭킹 1위를 기록했다.
2012년 영국 런던에서 열린 2012년 하계 올림픽 미들급에 프랑스 국가대표로 참가하였다. 첫 상대인 캐나다의 컬리타 주팬칙과 두번째 상대인 콜롬비아의 유리 알베아르를 한판으로 꺾었으며, 준결승에서 대한민국의 황예슬을 상대로 유효승을 거두며 결승에 올랐다. 이후 결승에서 독일의 케르스틴 티엘레를 꺾으며 금메달을 획득하였다.
2013년 리우데자네이루에서 열린 2013년 세계 선수권 대회 동메달 결정전에서 대한민국의 김성연에게 패한 후, 은퇴하였다.